# Peter von Danzig (Schiff, 1462)
Der Peter von Danzig, auch Dat grote Kraweel, vormals „Peter von La Rochelle“ genannt, war das erste große Kraweel im Ostseeraum zur Zeit der Hanse im 15. Jahrhundert.

## Kraweel „Peter von La Rochelle“
Ein großes französisches Kraweel aus La Rochelle segelte mit einer Ladung Baiensalz 1462 nach Danzig. Zu Pfingsten wurde ihm auf See vor Danzig durch Blitzeinschlag der Mast zerstört. Es kam zur Reparatur in den Danziger Mottlau-Hafen. Das Schiff lief unter den Namen „Peter van Rosseel“, „Sanctus Petrus de Rupella“ oder auch „dat grote schipp van Rossele“. Der Besitzer des Schiffes war ein Kaufmann aus La Rochelle namens Marcus Boeff. Er musste kurzfristig aus Danzig abreisen und bevollmächtigte einen Peter Byszert zur Abwicklung der Schiffsinstandsetzung. Byszert starb jedoch bald und setzte kurz vor seinem Tod wiederum einen Bevollmächtigten für sich, einen Peter de Nantes ein. Dieser verpfändete das Kraweel gegen eine beträchtliche Summe an die beiden Danziger Roloff Veltstede und Jaspar Lange. Diese Verpfändung wurde aber von Marcus Boeff nach seiner Rückkehr nicht anerkannt, zumal er nun den französischen König Louis XI. als Besitzer anführte. De Nantes hatte Teile der Pfandsumme offenbar veruntreut und wurde ins Gefängnis geworfen. Die Angelegenheit schlug nun große diplomatische Wellen. Das Hansekontor in Brügge verhandelte mit den Abgesandten des Königs, Lübeck wurde eingeschaltet, und schließlich zog Danzig den polnischen König als ihren Territorialherren hinzu. Danzig hielt das Schiff, das über die nächsten Jahre nicht überholt wurde, zurück. 1470, also nach 8 Jahren, war das Schiff in der Mottlau verrottet und eine Gefahr für den Hafen geworden. Es wurde jedoch nicht abgewrackt, sondern von Danzig instand gesetzt und ausgerüstet und lief 1471 als „Grotes Craveel“ und als „Der Peter von Danczk“ zum ersten Mal unter dem Kommando des Danziger Ratsherrn Berndt Pawest nach Brügge in Flandern aus.

## Kraweel „Peter von Danzig“
Die Städte des Wendischen und Preußischen Viertels hatten England unter König Eduard IV. den Krieg erklärt, weil dieser ihre Handelsprivilegien zunehmend beschnitt. Der Hansisch-Englische Krieg wurde als Kaperkrieg geführt, und Pawest ging vor Ort gegen Behinderungen des hansischen Handels durch Franzosen und Engländer vor. 1472 kauften die Danziger Bürger Johann Sidinghusen, Tideman Valandt und Reinhold Niederhoff das Schiff von der Stadt. Ab 1473 führte dann Kapitän Paul Beneke erfolgreich mehrere Kaperfahrten gegen das durch die Rosenkriege ohnehin geschwächte England durch. Vor der englischen Küste kaperte Beneke das mit besonders kostbarer Fracht beladene britische Schiff St. Thomas. Die Prise betrug 60.000 Pfund, eine für die damalige Zeit unerhörte Summe. Unter dem Schutz des Erzbischofs von Bremen Heinrich II. Graf von Schwarzburg wurde die Prise zwischen den Schiffseignern und der Besatzung aufgeteilt. Unter der Beute befand sich auch das Triptychon „Das jüngste Gericht“ von Hans Memling, das eine Auftragsarbeit der Medici war. Es wurde von Reinhold Niederhoff der Marienkirche zu Danzig geschenkt, wenngleich sich die rechtmäßigen florentinischen Eigentümer um Rückgabe bemühten. Daraus entspannen sich diplomatische Verwicklungen, die bis zur Androhung des Kirchenbannes durch den Papst führten.
Der Seekrieg zwischen der Hanse und England wurde mit dem Frieden von Utrecht (1474) beendet.
1478 erlitt Der Peter von Danzig Schiffbruch und wurde abgewrackt.
Der Danziger Schiffbauprofessor Otto Lienau hat 1942 eine Rekonstruktion des Schiffes nach den Quellen durchgeführt.

## Die Beute des Peter von Danzig
Hans Memling: Das Jüngste Gericht, Altar in Danzig